# Natomas Men's Professional Tennis Tournament 2012
Il Natomas Men's Professional Tennis Tournament 2012 è stato un torneo professionistico di tennis maschile giocato sul cemento. È stata l'8ª edizione del torneo, facente parte dell'ATP Challenger Tour nell'ambito dell'ATP Challenger Tour 2012. Si è giocato a Sacramento negli USA dal 1° al 7 ottobre 2012.

## Partecipanti ATP

### Teste di serie
| Nazionalità | Giocatore       | Ranking* | Testa di serie |
| ----------- | --------------- | -------- | -------------- |
| Germania    | Benjamin Becker | 84       | 1              |
| Stati Uniti | James Blake     | 99       | 2              |
| Stati Uniti | Ryan Sweeting   | 135      | 3              |
| Stati Uniti | Wayne Odesnik   | 136      | 4              |
| Italia      | Matteo Viola    | 148      | 5              |
| Canada      | Peter Polansky  | 149      | 6              |
| Stati Uniti | Tim Smyczek     | 154      | 7              |
| Stati Uniti | Denis Kudla     | 158      | 8              |

- 1 Ranking al 24 settembre 2012.

### Altri partecipanti
Giocatori che hanno ricevuto una wild card:
- James Blake
- Bradley Klahn
- Daniel Kosakowski
- Frederik Nielsen

Giocatori che sono passati dalle qualificazioni:
- Tarō Daniel
- Luka Gregorc
- Greg Jones
- Phillip Simmonds

## Campioni

### Singolare
- James Blake ha battuto in finale  Miša Zverev con il punteggio di 6–1, 1–6, 6–4

### Doppio
- Tennys Sandgren /  Rhyne Williams hanno battuto in finale  Devin Britton /  Austin Krajicek con il punteggio di 4–6, 6–4, [12-10]